# Confesión (derecho)
La confesión judicial es la declaración que, sobre lo sabido o hecho por él, hace alguien voluntariamente o preguntado por otro ante la autoridad judicial. Reconocimiento que una persona hace contra ella misma de la verdad de un hecho (Dicc. Derecho Usual).
Es el llamamiento que se le hace a una de las partes para que se comparezca a declarar o confesar al tribunal sobre los hechos litigiosos.
La confesión puede ser: 
- Espontánea.- Cuando se confiesa voluntariamente
- Provocada.- Cuando es pedida expresamente por la otra parte para que lo haga y sea sometido a interrogatorio.[1][2]

La confesión hace prueba en relación con la otra parte.

## Absolución de posiciones
Es aquella que se presta en el mismo proceso en el cual ella es invocada como medio probatorio y puede prestarse tanto en forma espontánea como provocada.
Esta prueba confesional puede producirse como medida prejudicial preparatoria (cuando se requiere saber ciertos datos) y probatoria; puede producirse durante el proceso mismo a instancia de partes y, por último, puede generarse por ordenarlo el tribunal como medida para mejor resolver.
La absolución de posiciones necesariamente debe ser solicitada en primera instancia antes del vencimiento del término probatorio y en segunda instancia antes de la vista de la causa, pero puede rendirse después de esas oportunidades siempre y cuando no haya concluido la instancia, ya que esa diligencia no suspende el procedimiento. 
Así, si se solicita en primera instancia antes del vencimiento del término probatorio, la absolución de posiciones puede llevarse a efecto en una fecha posterior a ese vencimiento, siempre que el juez no haya dictado todavía la sentencia definitiva; en segunda instancia sucede lo mismo, ya que si se procede a la vista de la causa y se dicta la sentencia de segunda instancia, tampoco procederá ya rendir la confesión judicial.
En este caso en segunda instancia la situación es diferente que cuando se han presentado documentos en que no puede dictarse sentencia mientras no venza el plazo de citación o de apercibimiento.

## Confesión en el curso del juicio
Ella puede ser espontánea de la parte y manifestarse en los escritos que presente al Tribunal; 
En primera instancia ella puede pedirse desde que se encuentre contestada la demanda hasta el vencimiento del término probatorio. Durante este período del proceso la diligencia puede ser solicitada hasta dos veces por cada parte y excepcionalmente una tercera vez, si se alegan hechos nuevos.
En segunda instancia puede solicitarse por una vez, antes de la vista de la causa propiamente tal; si además se alegan hechos nuevos, podrá pedirse en segunda instancia por otra vez.

## Tribunal ante el cual se presta la confesión
Lo normal será que la diligencia se practique ante el mismo Tribunal que conoce del proceso; sin embargo, en aquellos casos en que el absolvente reside fuera del territorio jurisdiccional de este juzgado, la diligencia podrá efectuarla ante aquel correspondiente al domicilio del confesante, si éste está ubicado en el país, para lo cual se dirigirá el exhorto respectivo.